# Tarjánpuszta
Tarjánpuszta (vyslovováno [tarjánpusta]) je vesnice v Maďarsku v župě Győr-Moson-Sopron, spadající pod okres Pannonhalma. Nachází se asi 5 km jihovýchodně od Pannonhalmy a asi 19 km jihovýchodně od Győru. V roce 2015 zde žilo 398 obyvatel. Dle údajů z roku 2011 tvoří 97,5 % obyvatelstva Maďaři, 0,5 % Němci a 0,3 % Romové.
Sousedními vesnicemi jsou Győrasszonyfa a Ravazd.